# 酸化モリブデン(IV)
酸化モリブデン(IV)(Molybdenum dioxide)は、化学式MoO2の化合物である。紫色の固体で、金属導体である。鉱物として産出するものは、ツガリノバイトと呼ばれ、非常に珍しい。

## 構造
単斜晶系で、歪んだルチル（二酸化チタン）型の結晶構造を持つ。二酸化チタンでは、酸化物陰イオンは最密球充填、チタン原子は、八面体型の孔の半分を占める。酸化モリブデン(IV)の場合、八面体は歪んでおり、モリブデン原子は中央からずれているため、Mo-Mo結合は、長い結合長と短い結合長が交互に繰り返されている。短い結合長は251 pmであり、これは金属モリブデンのMo-Mo長である272.5 pmよりも短い。結合は複雑で、金属伝導性をもたらす伝導帯内の一部のモリブデン原子の電子が非局在化電子となる。

## 合成
以下のように合成できる。
- 金属モリブデンにより800℃で70時間、酸化モリブデン(VI)を還元する。タングステンのアナログである酸化タングステン(IV)も同様の方法で合成できる。
- 水素分子またはアンモニアにより470℃以下で酸化モリブデン(VI)を還元する[2]。

ヨウ素を用いた化学輸送反応により単結晶が得られる。ヨウ素は、酸化モリブデン(IV)を揮発性のMoO2I2に可逆的に変換する。

## 利用
硫化モリブデン(IV)の処理による工業的な酸化モリブデン(VI)の合成の一部を占める。
2 MoS2 + 7 O2 → 2 MoO3 + 4 SO2
MoS2 + 6 MoO3 → 7 MoO2 + 2 SO2
2 MoO2 + O2 → 2 MoO3
アルコールの脱水素化、炭化水素やバイオディーゼルの改質の際に触媒として用いられると報告されている。モリブデンのナノワイヤは、グラファイト上に沈着した酸化モリブデン(IV)を還元することで製造される。リチウムイオン二次電池のアノードの素材としても提案されている。